# Liste der Naturdenkmale in Laichingen
| Naturdenkmale | Anzahl |
| ------------- | ------ |
| FND           | 14     |
| END           | 57     |
| Gesamt        | 71     |

Die Liste der Naturdenkmale in Laichingen nennt die verordneten Naturdenkmale (ND) der im baden-württembergischen Alb-Donau-Kreis liegenden Stadt Laichingen. In Laichingen gibt es insgesamt 71 als Naturdenkmal geschützte Objekte, davon 14 flächenhafte Naturdenkmale (FND) und 57 Einzelgebilde-Naturdenkmale (END).
Stand: 1. November 2016.

## Flächenhafte Naturdenkmale (FND)
| Name                                         | Bild | Kennung     | Einzelheiten | Position | Fläche Hektar | Datum       |
| -------------------------------------------- | ---- | ----------- | ------------ | -------- | ------------- | ----------- |
| Äulesgrube                                   | BW   | 84250710084 | Laichingen   | ⊙        | 0,1           | 7. Mai 2003 |
| Ehrenhain am Suppinger Berg                  | BW   | 84250710090 | Laichingen   | ⊙        | 2,0           | 7. Mai 2003 |
| Erdfall Meierwiesen                          |      | 84250710061 | Laichingen   | ⊙        | 0,1           | 7. Mai 2003 |
| Erdfall mit 3 Rotbuchen in der Beerenhalde   | BW   | 84250710044 | Laichingen   | ⊙        | 0,2           | 7. Mai 2003 |
| Feldgehölz mit 3 Weidbuchen am Schlichtenweg | BW   | 84250710088 | Laichingen   | ⊙        | 0,3           | 7. Mai 2003 |
| Feldhüle und Erdfall                         |      | 84250710063 | Laichingen   | ⊙        | 0,2           | 7. Mai 2003 |
| Hagsbuch-Hüle                                |      | 84250710102 | Laichingen   | ⊙        | 0,1           | 7. Mai 2003 |
| Hohler Stein                                 |      | 84250710101 | Laichingen   | ⊙        | 0,0           | 7. Mai 2003 |
| Kuttel-Appel-Stein                           | BW   | 84250710042 | Laichingen   | ⊙        | 0,6           | 7. Mai 2003 |
| Laichinger Tiefenhöhle                       |      | 84250710057 | Laichingen   | ⊙        | 0,3           | 7. Mai 2003 |
| Magerrasen Vor dem Gälgle                    | BW   | 84250710059 | Laichingen   | ⊙        | 2,2           | 7. Mai 2003 |
| Nattenbuch-Hüle                              | BW   | 84250710104 | Laichingen   | ⊙        | 0,1           | 7. Mai 2003 |
| Schorrenhüle                                 | BW   | 84250710091 | Laichingen   | ⊙        | 0,1           | 7. Mai 2003 |
| Vogt's Grube                                 |      | 84250710053 | Laichingen   | ⊙        | 0,4           | 7. Mai 2003 |
| Legende für Naturdenkmal                     |      |             |              |          |               |             |

## Einzelgebilde (END)
| Name                                                                                 | Bild | Kennung     | Einzelheiten | Position | Fläche Hektar | Datum       |
| ------------------------------------------------------------------------------------ | ---- | ----------- | ------------ | -------- | ------------- | ----------- |
| Bettellinde                                                                          | BW   | 84250710045 | Laichingen   | ⊙        | 0,0           | 7. Mai 2003 |
| Hochbuchschacht                                                                      | BW   | 84250710082 | Laichingen   | ⊙        | 0,0           | 7. Mai 2003 |
| Linden-Ahorn-Reihe                                                                   | BW   | 84250710080 | Laichingen   | ⊙        | 0,0           | 7. Mai 2003 |
| Lindenreihe am Treffensbucher Weg                                                    | BW   | 84250710077 | Laichingen   | ⊙        | 0,0           | 7. Mai 2003 |
| Mehlbeerenreihe bei der Zuckerbuche                                                  | BW   | 84250710066 | Laichingen   | ⊙        | 0,0           | 7. Mai 2003 |
| Weidbuche im Gew. Beim Boschen                                                       | BW   | 84250710056 | Laichingen   | ⊙        | 0,0           | 7. Mai 2003 |
| Zuckerbuche                                                                          | BW   | 84250710065 | Laichingen   | ⊙        | 0,0           | 7. Mai 2003 |
| 1 Bergahorn im Gewann Ramsloh                                                        | BW   | 84250710034 | Laichingen   | ⊙        | 0,0           | 7. Mai 2003 |
| 1 Bergulme an der Hohenstadter Straße                                                | BW   | 84250710072 | Laichingen   | ⊙        | 0,0           | 7. Mai 2003 |
| 1 Esche im Gewann Au                                                                 | BW   | 84250710069 | Laichingen   | ⊙        | 0,0           | 7. Mai 2003 |
| 1 Feldahorn am Wolfsrain                                                             | BW   | 84250710092 | Laichingen   | ⊙        | 0,0           | 7. Mai 2003 |
| 1 Mehlbeere im Gewann Bloße Eichhalde                                                | BW   | 84250710064 | Laichingen   | ⊙        | 0,0           | 7. Mai 2003 |
| 1 Rotbuche am Brünnele                                                               | BW   | 84250710106 | Laichingen   | ⊙        | 0,0           | 7. Mai 2003 |
| 1 Rotbuche am Mangoldsrain                                                           | BW   | 84250710035 | Laichingen   | ⊙        | 0,0           | 7. Mai 2003 |
| 1 Rotbuche am Pfaffenmahd                                                            | BW   | 84250710036 | Laichingen   | ⊙        | 0,0           | 7. Mai 2003 |
| 1 Rotbuche an der Albstraße                                                          | BW   | 84250710049 | Laichingen   | ⊙        | 0,0           | 7. Mai 2003 |
| 1 Rotbuche im Bubental                                                               | BW   | 84250710041 | Laichingen   | ⊙        | 0,0           | 7. Mai 2003 |
| 1 Rotbuche im Gew. Fürbuch                                                           | BW   | 84250710039 | Laichingen   | ⊙        | 0,0           | 7. Mai 2003 |
| 1 Rotbuche im Gew. Lache am Mühlweg                                                  | BW   | 84250710038 | Laichingen   | ⊙        | 0,0           | 7. Mai 2003 |
| 1 Rotbuche im Gewann Bei den Birken                                                  | BW   | 84250710070 | Laichingen   | ⊙        | 0,0           | 7. Mai 2003 |
| 1 Rotbuche im Gewann Hau                                                             | BW   | 84250710043 | Laichingen   | ⊙        | 0,0           | 7. Mai 2003 |
| 1 Sommerlinde am Blaubeurer Weg                                                      | BW   | 84250710081 | Laichingen   | ⊙        | 0,0           | 7. Mai 2003 |
| 1 Sommerlinde am Bühl                                                                | BW   | 84250710094 | Laichingen   | ⊙        | 0,0           | 7. Mai 2003 |
| 1 Sommerlinde am Bühl                                                                | BW   | 84250710107 | Laichingen   | ⊙        | 0,0           | 7. Mai 2003 |
| 1 Sommerlinde am ehemaligen ‚Weißen Roß‘                                             | BW   | 84250710099 | Laichingen   | ⊙        | 0,0           | 7. Mai 2003 |
| 1 Sommerlinde am Lerchenweg                                                          | BW   | 84250710075 | Laichingen   | ⊙        | 0,0           | 7. Mai 2003 |
| 1 Sommerlinde am Ostlandweg                                                          | BW   | 84250710046 | Laichingen   | ⊙        | 0,0           | 7. Mai 2003 |
| 1 Sommerlinde am Rathaus                                                             | BW   | 84250710100 | Laichingen   | ⊙        | 0,0           | 7. Mai 2003 |
| 1 Sommerlinde am Schönblick                                                          | BW   | 84250710096 | Laichingen   | ⊙        | 0,0           | 7. Mai 2003 |
| 1 Sommerlinde an der Albstraße                                                       | BW   | 84250710051 | Laichingen   | ⊙        | 0,0           | 7. Mai 2003 |
| 1 Sommerlinde an der Bahnhofstraße                                                   | BW   | 84250710073 | Laichingen   | ⊙        | 0,0           | 7. Mai 2003 |
| 1 Sommerlinde an der Westerheimer Straße                                             | BW   | 84250710095 | Laichingen   | ⊙        | 0,0           | 7. Mai 2003 |
| 1 Sommerlinde beim Wasserturm                                                        | BW   | 84250710083 | Laichingen   | ⊙        | 0,0           | 7. Mai 2003 |
| 1 Sommerlinde im Gewann Lemmel                                                       | BW   | 84250710085 | Laichingen   | ⊙        | 0,0           | 7. Mai 2003 |
| 1 Sommerlinde im Gewann Waldstetten                                                  | BW   | 84250710037 | Laichingen   | ⊙        | 0,0           | 7. Mai 2003 |
| 1 Sommerlinde in der Lindenstraße                                                    | BW   | 84250710074 | Laichingen   | ⊙        | 0,0           | 7. Mai 2003 |
| 1 Stieleiche am Ulmer Weg                                                            | BW   | 84250710054 | Laichingen   | ⊙        | 0,0           | 7. Mai 2003 |
| 1 Stieleiche beim großen Steinriegel                                                 | BW   | 84250710060 | Laichingen   | ⊙        | 0,0           | 7. Mai 2003 |
| 1 Stieleiche im Bubental                                                             | BW   | 84250710040 | Laichingen   | ⊙        | 0,0           | 7. Mai 2003 |
| 1 Stieleiche im Gewann Westerlauh                                                    | BW   | 84250710071 | Laichingen   | ⊙        | 0,0           | 7. Mai 2003 |
| 1 Winterlinde am Lindenweg                                                           | BW   | 84250710086 | Laichingen   | ⊙        | 0,0           | 7. Mai 2003 |
| 1 Winterlinde am Nattenbuch                                                          | BW   | 84250710105 | Laichingen   | ⊙        | 0,0           | 7. Mai 2003 |
| 13 Bäume am Alten Friedhof (11 Sommerlinden, 1 Kastanie, 1 Rotbuche)                 | BW   | 84250710068 | Laichingen   | ⊙        | 0,0           | 7. Mai 2003 |
| 18 Rotbuchen bei der Tiefenhöhle                                                     | BW   | 84250710058 | Laichingen   | ⊙        | 0,0           | 7. Mai 2003 |
| 2 Feldahorngruppen am Kühberg                                                        | BW   | 84250710078 | Laichingen   | ⊙        | 0,0           | 7. Mai 2003 |
| 2 Rotbuchen am Berg                                                                  | BW   | 84250710097 | Laichingen   | ⊙        | 0,0           | 7. Mai 2003 |
| 2 Sommerlinden am Schönblick                                                         | BW   | 84250710098 | Laichingen   | ⊙        | 0,0           | 7. Mai 2003 |
| 2 Sommerlinden und 2 Kastanien am Marktplatz                                         | BW   | 84250710067 | Laichingen   | ⊙        | 0,0           | 7. Mai 2003 |
| 3 Bäume am ehemaligen Braukeller Fetzer (1 Spitzahorn, 1 Sommerlinde, 1 Roßkastanie) | BW   | 84250710047 | Laichingen   | ⊙        | 0,0           | 7. Mai 2003 |
| 3 Linden an der alten Ulmer Straße (2 Winterlinden, a+c, 1 Sommerlinde, b)           | BW   | 84250710087 | Laichingen   | ⊙        | 0,0           | 7. Mai 2003 |
| 3 Stieleichen an der Eichhalde                                                       | BW   | 84250710062 | Laichingen   | ⊙        | 0,0           | 7. Mai 2003 |
| 3 Weidbuchen beim Funkturm                                                           | BW   | 84250710055 | Laichingen   | ⊙        | 0,0           | 7. Mai 2003 |
| 4 Bäume beim Schützenheim (3 Rotbuchen, a–c; 1 Stieleiche, d)                        | BW   | 84250710079 | Laichingen   | ⊙        | 0,0           | 7. Mai 2003 |
| 5 Sommerlinden am Kindergarten Henzenbuch                                            | BW   | 84250710052 | Laichingen   | ⊙        | 0,0           | 7. Mai 2003 |
| 6 Sommerlinden am Kriegerdenkmal                                                     | BW   | 84250710108 | Laichingen   | ⊙        | 0,0           | 7. Mai 2003 |
| 6 Sommerlinden am Spielplatz Henzenbuch                                              | BW   | 84250710050 | Laichingen   | ⊙        | 0,0           | 7. Mai 2003 |
| 8 Linden im Gewann Linden                                                            | BW   | 84250710048 | Laichingen   | ⊙        | 0,0           | 7. Mai 2003 |
| Legende für Naturdenkmal                                                             |      |             |              |          |               |             |